# L'aerodromo
L'aerodromo (The Aerodrome) è un romanzo allegorico del 1941 dello scrittore britannico Rex Warner. Fu riscoperto negli anni ottanta del Novecento grazie allo scrittore britannico Anthony Burgess, che gli dedicò una prefazione nel 1982, ritenendolo per diversi aspetti superiore al 1984 di George Orwell
.

## Storia editoriale
Il romanzo di Rex Warner nasce come critica del romanzo The Shape of Things to Come di Herbert G. Wells pubblicato nel 1933 e adattato nel film La vita futura nel 1936. Romanzo d'ispirazione postapocalittica dove una guerra mondiale ha riportato l'uomo alle barbarie. Il riscatto nel mondo de The Shape of Things to Come arriva grazie a una forza internazionale di aviatori, airmen che riportano l'ordine.
Nel 1982 il romanzo fu ripubblicato con un'introduzione curata dallo scrittore britannico Anthony Burgess nel quadro del lavoro svolto dall'autore nel suo romanzo 1984 & 1985 del 1978. La prima parte di 1984 & 1985 è proprio un saggio critico del 1984 di Orwell. Burgess scrive del romanzo di Warner:
(Anthony Burgess, L'Aerodromo - Prefazione)

## Trama
Un villaggio rurale britannico, nelle cui vicinanze sorge un aerodromo, è preda della degenerazione. Emblema di efficienza e pulizia, l'aeroporto è diretto da un vice-maresciallo dell'Aria con metodi fascisti. Il protagonista si dibatte tra le due allegorie, quella animalesca del villaggio rurale con tutti i suoi limiti, e quella di completo distacco dell'aerodromo, chiara allegoria del fascismo.

## Accoglienza e critica
The Times definì L'aerodromo come il "romanzo più perfettamente compiuto" di Warner.